# Metazygia paquisha
Metazygia paquisha là một loài nhện trong họ Araneidae.
Loài này thuộc chi Metazygia. Metazygia paquisha được Herbert Walter Levi miêu tả năm 1995.